# کولیگ
کولیگ (به آلمانی: Kollig) یک شهر در آلمان است که در ماین-کبلنتس واقع شده‌است. کولیگ ۴۸۳ نفر جمعیت دارد.